# Unst
Unst est une des îles du Nord (North Isles) de l'archipel des Shetland, au nord-est de l'Écosse. C'est l'île habitée la plus septentrionale des Îles Britanniques et la troisième plus grande île des Shetland après Mainland et Yell avec une superficie de 120,68 km2.
L'île est largement recouverte d'herbage avec une côte de falaises et un relief modéré. Les deux principaux sommets de l'île sont le Saxa Vord (285 m) et Valla Field (216 m). Le village principal est Baltasound, port de pêche qui abrite également une brasserie et un aéroport. Parmi les autres hameaux, Uyeasound, où se trouve Greenwell's Booth un entrepôt de l'époque hanséatique et Muness Castle (construit en 1598 et pillé par des pirates en 1627) et Haroldswick avec un musée maritime.
Le 17 décembre 2020, l'astéroïde (394445) 2007 RY12, découvert le 11 septembre 2007 par M.Ory, reçu le nom de « Unst ».

## Galerie

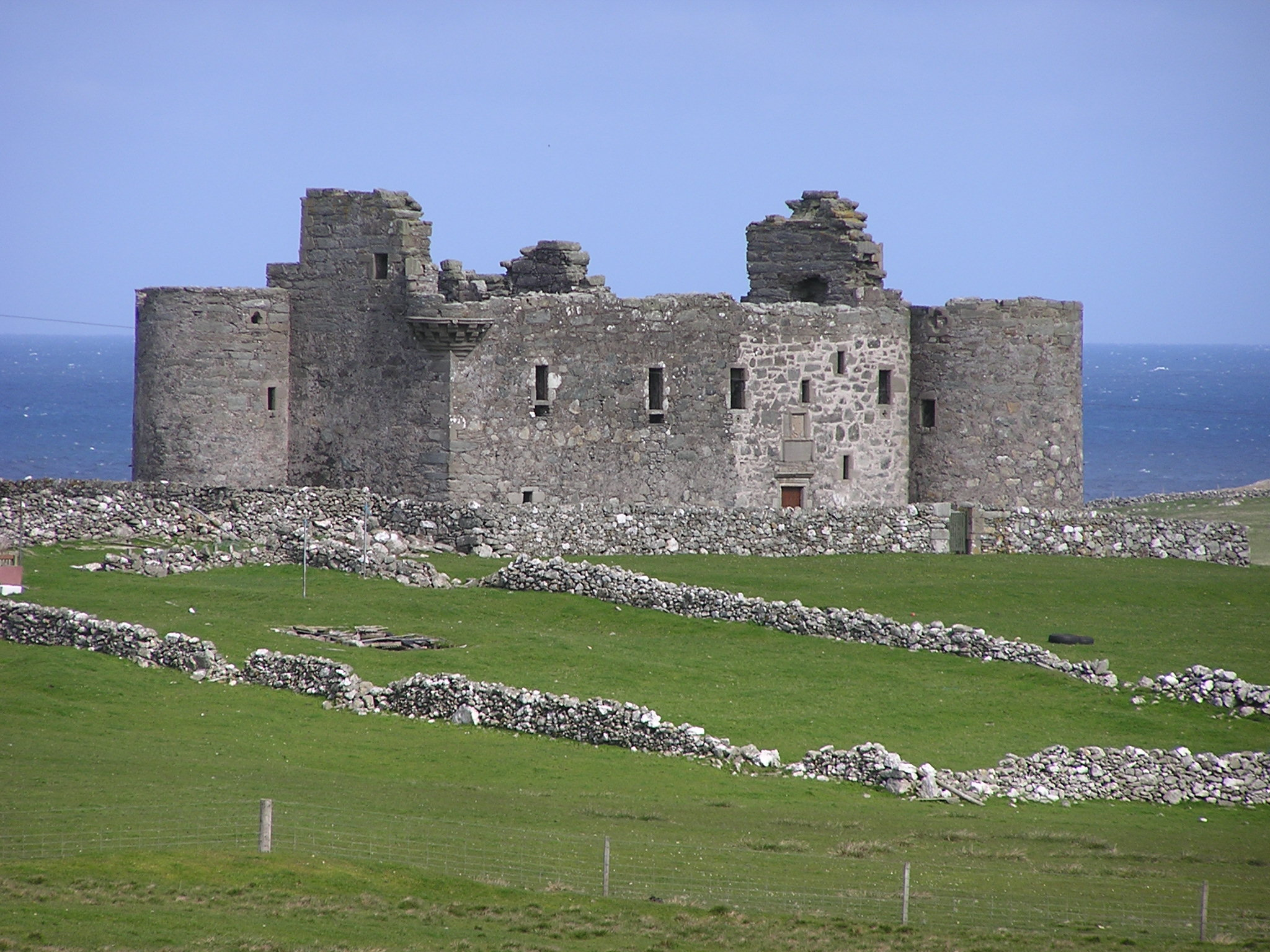
Muness Castle (XVIIe siècle)
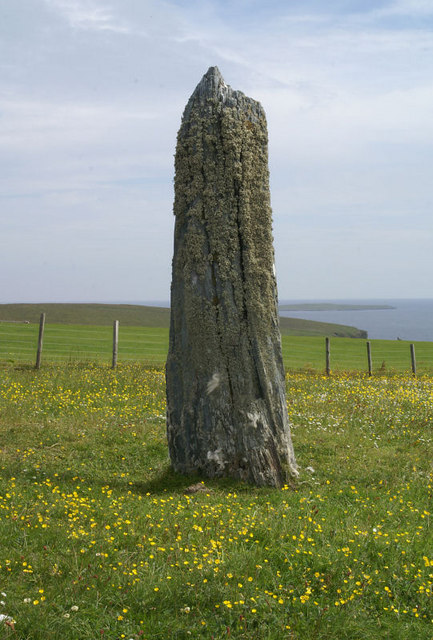
Menhir de Uyea Breck
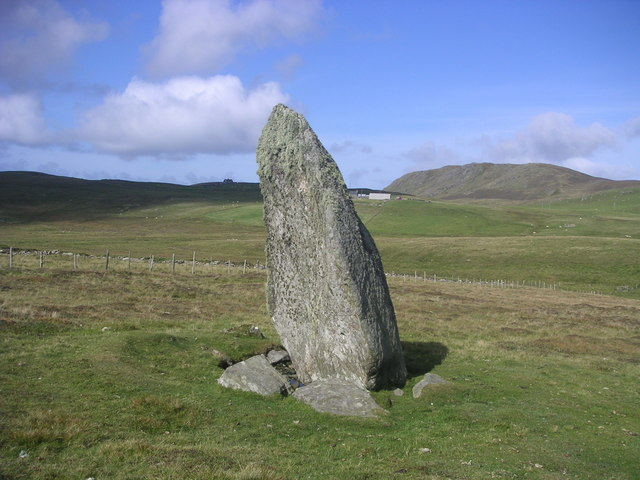
Menhir de Bordastubble
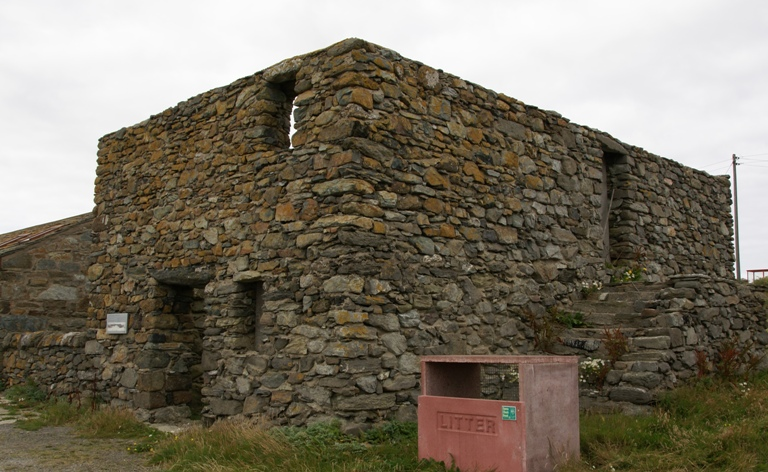
Greenwell's Booth (entrepôt du XVIIe siècle)
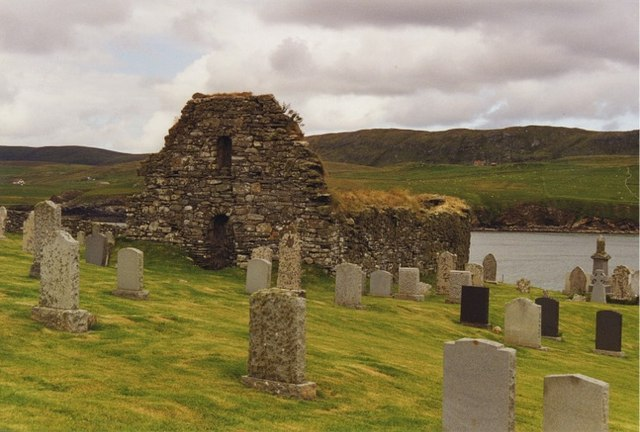
Ruines de l'église Saint Olaf, érigée au XIIe siècle

### Artivles connexes
- Walter Sutherland, dernier locuteur connu du norne, natif de Unst.